# سكوت شيرمان
سكوت شيرمان (بالإنجليزية: Scott Sherman)‏‏ (1962 - ) روائي، ومدون صوتي من الولايات المتحدة.

## الجوائز
- جائزة لامدا الأدبية